# Mekakushe
mekakushe（メカクシー）は、日本の女性シンガーソングライター。
その活動初期はヒロネ、ヒロネちゃん名義で活動してきたが、2018年2月14日発売の『真冬の熱帯夜』以降はmekakushe（メカクシー）名義を用いている。

## 経歴
クラシック・ピアノに3歳頃から親しむような環境に育ち、通っていた高校の卒業演奏会では武満徹を弾くなどクラシックの道を歩んでいたが、ポップスの道へ舵を切って高校三年生の冬、2013年12月よりSoundCloudでオリジナル曲を発表。
2014年01月07日、高円寺・素人の乱12号店で開催の不定期SHOP「デアデビ」で行われた大森靖子フリマへ行き、大森靖子に相談。その日のうちに高円寺・無力無善寺へ連絡してライブ参加を決め、高校卒業直前の2014年2月26日、無力無善寺にて30分、初めての弾き語りライブを行う。
2015年7月、術ノ穴より初の全国流通盤『きみの死因になりたいな』をリリース。
2016年3月、自主レーベルmekakusi recordsを設立。
2023年11月、バンダイナムコミュージックライブ内にプライベート・レーベル『akogare records』を設立。27日に第1弾シングル「片想いマグネット」をリリースした。

## ディスコグラフィー

### シングルCD・EP・ミニアルバム
| 項番 | リリース日      | タイトル                         | 形式                  | 収録曲 | 備考 |
| 01   | 2014年 5月27日  | 『わたしのep』                   | CD-R                  | 1. カロリーメイト 2. さみしいキャラメル 3. 深夜０時 | 自主制作 規格品番:JAN 5000003011503 5月27日発売を開始し、8月7日に100枚販売達成。 2015年3月31日廃盤。廃盤日までに400枚を売り上げた。 ジャケットは“ヒロネ”名義。 2014年4月30日、2014年5月7日レコーディング。 本作の時点で既にのざわしょうたも制作に関与している。 |
| 02   | 2014年 11月2日  | 『アイドルになりたかったあの子』 | CD-R                  | 1. アイドルになりたかったあの子 2. 夜ふかしファンタジー 3. 目隠し 4. 死と魔法 5. 片道切符 6. 少女事情 7. 少女事情Remix | 自主制作 50枚限定発売;同日廃盤 ジャケットは“ヒロネ”名義。 |
| 03   | 2014年 11月21日 | 『憂鬱ep』                       | DL                    | 1. カロリーメイト 2. ピンポンダッシュ 3. 少女事情 4. 片道切符 5. 目隠し 6. 深夜0時 | 自主制作 規格品番:hrn01 OTOTOY独占配信。ジャケットは“ヒロネちゃん”名義。2014年12月1日付、OTOTOY週間ランキング5位。 |
| 04   | 2015年 4月1日   | 『神様』                         | CD-R / DL             | 1. 神様 2. スローモーション流星群 3. きみと雨ふりのうた | 自主制作 規格品番:HRN003 JAN 9821582100251, EAN 2299990055712 OTOTOY配信 ジャケットは“ヒロネちゃん”名義。 自主制作盤は2015年4月7日付、ディスクユニオンインディーズチャート1位。#1-#2はグランドピアノを使用し、レコーディングは長澤敏生による。#3はヒロネちゃん自身が打ち込みを手がけた宅録。 自身が打ち込みを手がけた曲 |
| 05   | 2015年 5月30日  | 『きみはうさぎ』                 | CD-R                  | 1. 渦 2. 内緒 3. 神様 4. うさぎ 弾き語り 5. 〜Secret Track〜(うさぎ) | 自主制作 規格品番:JAN 5000003021724 限定100枚 廃盤 「内緒」はギターコード：野澤翔太、歌詞：ヒロネちゃん、メロディーは野澤との共作。 |
| 06   | 2015年 11月2日  | 『あなたのep』                   | CD-R                  | 1. ほうき星 2. スローモーション流星群 3. 最後の地球 | 自主制作 「スローモーション流星群」は打ち込みver. |
| 07   | 2016年 2月1日   | 『少女事情』                     | CD-R / DL             | OTOTOY配信 1. 少女事情 2. ふつう 3. ミルクティー ライブ会場限定CD盤 1. 少女事情 2. ふつう 3. 幻が死ぬ前に | mekakusi records OTOTOY配信 2016年3月23日リリースの2nd.アルバム『目隠し 照れ隠し』からの先行シングル。 「少女事情」はバンドでリアレンジ。 OTOTOY配信開始は2月1日、ライブ会場限定CD-Rは2月25日、ワンマン「少女事情リリースパーティー」（新宿motion）で発売。 「ふつう」は2nd.アルバム『目隠し 照れ隠し』には収録されず3rd.アルバム『ゆめのゆめ』に全く異なるアレンジで収録。 |
| 08   | 2016年 3月8日   | 『自主音源まとめep』             | CD-R                  | 1. ピンポンダッシュ 2. 神様 3. 深夜０時 4. スローモーション流星群 5. 内緒 6. 目隠し | mekakusi records タワーレコード新宿店限定発売 シリアルナンバー＆サイン入り。 |
| 09   | 2016年 5月27日  | 『ふたりのep』                   | CD-R                  | ライブ会場盤 1. きみと雨ふりのうた 2. 浴槽プランクトン（demo） 通販盤 1. きみと雨ふりのうた 2. あの子の抜けがら 3. ブラックホールの夢 4. きみと雨ふりのうた（弾き語り） ディスクユニオン盤 1. きみと雨ふりのうた 2. ブラックホールの夢 | mekakusi records 規格品番:MKKS02 JAN 4571459759727, EAN 2299990192543 5月27日発売のライブ会場盤（和紙素材手作り特製ジャケット、1200円）、6月28日発売の通販盤（写真ジャケット、1000円）、7月10日発売のディスクユニオン盤（写真ジャケット、500円）でジャケット、収録曲違い。 2016年7月18日、ディスクユニオンインディーズチャート1位。 通販盤、ディスクユニオン盤のジャケットは、この頃、一時的にアーティスト名を“ヒロネちゃん”から“ヒロネ”に戻したため“ヒロネ”名義で記載されている（同年6月2日の無善寺ライブでもヒロネ”名義）。 「きみと雨ふりのうた」はnagacoによるリアレンジver. |
| 10   | 2017年 1月18日  | 『浴槽プランクトン A盤』         | CD / DL               | 1. 浴槽プランクトン 2. おやすみ 3. 灯り | mekakusi records 規格品番:MKKS003 JAN 4582237836721 楽曲アレンジ：野澤翔太。ジャケット撮影：二宮ユーキ。ジャケットの浴槽装飾とロゴデザイン：さいあくななちゃん。 A盤のジャケット表はヒロネちゃんの顔アップ写真。 タワーレコードでA盤B盤同時購入の限定特典として弾き語りCD-R頒布あり。 2017年1月3日、A盤の後にB盤の差分を曲順通りに加えた全曲入りでOTOTOY配信。 |
| 11   | 2017年 1月18日  | 『浴槽プランクトン B盤』         | CD / DL               | 1. 浴槽プランクトン 2. アイニー 3. 静寂少女 | mekakusi records 規格品番:MKKS004 JAN 4582237836738 楽曲アレンジ：野澤翔太。ジャケット撮影：二宮ユーキ。ジャケットの浴槽装飾とロゴデザイン：さいあくななちゃん。 B盤のジャケット表は黄色い星を4つ乗せた右手のアップ写真。 タワーレコードでA盤B盤同時購入の限定特典として弾き語りCD-R頒布あり。 2017年1月3日、A盤の後にB盤の差分を曲順通りに加えた全曲入りでOTOTOY配信。 |
| 12   | 2017年 7月26日  | 『熱』                           | CD-R                  | 1. 熱 2. かなしみおやすみ | mekakusi records 規格品番:MKKS6 EAN 2299990390626 |
| 13   | 2017年 8月12日  | 『ノスタルジア』                 | CD-R                  | 1. ノスタルジア 2. 朝 | mekakusi records 100枚限定。 |
| 14   | 2018年 2月14日  | 『真冬の熱帯夜』                 | CD-R / DL             | OTOTOY独占先行配信版 1. 真冬の熱帯夜 2. I&you 3. かなしみは ライブ会場限定版 1. 真冬の熱帯夜 2. I&you 3. かなしみは 4. デイドリーム | mekakusi records mekakusheとしての初音源。 ジャケット：ハツミテンシ。楽曲アレンジ：野澤翔太。録音&ミックス：德永輝。 OTOTOY独占でハイレゾ音源を先行配信し、2018年2月18日にウィークリー配信ランキング1位を獲得。 2018年3月27日、ボーナストラック付きのライブ会場限定版発売。 |
| 15   | 2018年 8月1日   | 『もしものはなし』               | CD-R                  | 1. もしものはなし 2. ぬるめの | mekakusi records Produced by mekakushe。「もしものはなし」はsong written & words by ヒロネ、arranged by のざわしょうた。 「ぬるめの」はsong written & words by ヒロネ,のざわしょうた。 |
| 16   | 2018年 9月29日  | 『子宮』                         | CD-R                  | 1. 子宮 2. 眠気 | mekakusi records ジャケット：ハツミテンシ。 1曲目「子宮」作曲・ピアノ：秦蓮。録音&ミックス：たいやき。 2曲目「眠気」ギター＆録音：のざわしょうた。 |
| 17   | 2019年 7月17日  | 『うみのひ』                     | CD-R                  | 1. うみのひ 2. 回想 | mekakusi records アレンジ、トラック制作、ミキシング：野澤翔太。カバージャケット撮影：佐藤祐紀。「海の日」である同日に収録曲の「うみのひ」Music VIdeoを公開。 |
| 18   | 2019年 8月21日  | 『heavenly』                     | CD / DL / 各種配信    | 1. heavenly 2. サイダー 3. しあわせごっこ 4. I＆you 5. 熱 6. オフライン | mekakushe改名後で初となる全国流通音源ミニアルバム。 レーベル:コドモメンタルINC. 規格品番:CMI-0064 JAN 4948722541950 全楽曲アレンジ：野澤翔太。全楽曲マスタリング：德永輝。I＆youの録音＆ミックス：德永輝。その他の録音＆ミックス：野澤翔太。カバージャケット撮影：二宮ユーキ。デザイン：川島直己。 |
| 19   | 2020年 4月24日  | 『箱庭宇宙/春』                  | CD / DL / 各種配信    | 1. 箱庭宇宙 2. 春 3. 箱庭宇宙 (弾き語り) [CDのみ] | mekakusi records MKKS01 |
| 20   | 2020年 6月12日  | 『わたし、フィクション』         | CD / DL / 各種配信    | 1. わたし、フィクション 2. わたし、フィクション (ピアノ弾き語りver) | mekakusi records MKKS02 |
| 21   | 2020年 8月21日  | 『ペーパークラフト』             | CD / DL / 各種配信    | 1. ペーパークラフト 2. Op.1 | mekakusi records MKKS03 |
| 22   | 2020年 10月21日 | 『うまれる - EP』                | DL / 各種配信         | 1. 想うということ 2. ペーパークラフト (笹川真生 remix) 3. わたし、フィクション (shinoda remix) 4. 箱庭宇宙 (Kabanagu+Emocute remix) | mekakusi records MKKS04 新曲「想うということ」を含む4曲入りで、マスタリングを徳永輝、アートワークは天國が担当。「想うということ」はmekakusheを活動初期より支える、のざわしょうたがアレンジを担当。さらに2020年に入ってから配信や通販でリリースされてきたシングル曲のリミックスも収録。「ペーパークラフト」は笹川真生、「わたし、フィクション」はshinoda(ヒトリエ)、「箱庭宇宙」はKabanagu+Emocuteによるリミックスが施されている。(アルバム紹介文より引用) |
| 23   | 2021年 11月24日 | 『はためき - EP』                | DL / 各種配信         | 1. 泣いてしまう 2. Nostalgia 3. エバーグリーンとアイスクリーム - Tomggg remix 4. 昼顔 - Daijiro Nakagawa remix 5. COSMO - 碧海祐人 remix 6. デイドリーム                                                                               | mekakusi records |
| 24   | 2024年 9月16日  | 『ラヴレター世界宛』             | CD+BD / DL / 各種配信 | 1. 片想いマグネット 2. かくれんぼ 3. アーモンド 4. うわのそら 5. 恋の未明 | mekakusi records 規格品番:LACZ-10224 BD:mekakushe 1st one man“Hug Light”ライブ映像 |

### 配信限定シングル
| 発売日         | タイトル                       | レーベル        |
| -------------- | ------------------------------ | --------------- |
| 2021年7月30日  | エバーグリーンとアイスクリーム | mekakusirecords |
| 2021年8月27日  | COSMO                          | mekakusirecords |
| 2021年9月24日  | 昼顔                           | mekakusirecords |
| 2022年8月17日  | あかい                         | mekakusirecords |
| 2022年10月19日 | グレープフルーツ               | mekakusirecords |
| 2023年1月25日  | ボーイ・フッド                 | mekakusirecords |
| 2023年3月8日   | 恋する女の子                   | mekakusirecords |
| 2023年8月16日  | 夜のドライブ                   | mekakusirecords |
| 2023年9月27日  | 液化                           | mekakusirecords |
| 2023年11月27日 | 片想いマグネット               | akogare records |
| 2023年12月20日 | 恋の未明                       | akogare records |
| 2024年1月24日  | アーモンド                     | akogare records |
| 2024年2月20日  | かくれんぼ                     | akogare records |
| 2024年3月27日  | うわのそら                     | akogare records |
| 2024年8月28日  | 愛のわり方                     | akogare records |
| 2025年1月15日  | きみはシュノーケル             | akogare records |
| 2025年4月6日   | 恋のレトロニム                 | akogare records |
| 2025年5月18日  | わたしだけのポラリス           | akogare records |
| 2025年6月8日   | ユワナメロウ                   | akogare records |

### フル・アルバム
| 項番 | リリース日     | タイトル                   | 形式    | 収録曲 | 備考 |
| 01   | 2015年 7月22日 | 『きみの死因になりたいな』 | CD / DL | 1. カロリーメイト 2. プラネットボーイ 3. 片道切符 4. 恐竜のうた 5. さみしいキャラメル 6. 19歳の夏 7. 目隠し 8. 死と魔法                                                                                          | 術ノ穴 規格品番:sube-042 JAN 4518575735686 OTOTOY配信、Apple Music配信あり。 初の全国流通盤。術ノ穴storeでの先行予約版先着100名分は、ヒロネちゃんサイン入り＋レーベルサンプラーCD-R付き。 |
| 02   | 2016年 3月23日 | 『目隠し 照れ隠し』        | CD      | 1. 少女事情 2. ピンポンダッシュ 3. 最後の地球 4. さみしいキャラメル 5. センチメンタルちゃん 6. 目隠し 7. 照れ隠し 8. ミルクティー 9. 幻が死ぬ前に 10. あなたの宇宙、わたしの鬱。 11. 内緒 12. さよならモンスター | mekakusi records 規格品番:mkks-001 JAN 4582237833751 CDデザイン・撮影は「少女事情」リアレンジVer. MVと同じく甲斐桜監督。 ディスクユニオンオリジナル特典では「ヒロネちゃんのゆるゆるラジオDJ」CD-R付き。 2016年3月30日ディスクユニオンインディーズチャート1位。ボーカルレコーディングは鳥取で行われた。「ピンポンダッシュ」と「最後の地球」は来来来チームによるアレンジ。録音は照井敦政(ハイスイノナサ)による。「少女事情」はバンドでリアレンジ。「さみしいキャラメル」と「目隠し」もリアレンジバージョン。「少女事情」、「ミルクティー」、「幻が死ぬ前に」は2016年2月1日シングル『少女事情』で先行発表。 |
| 03   | 2017年 6月21日 | 『ゆめのゆめ』             | CD / DL | 1. こおりのなか 2. 思い出せない夢みたいに 3. ワンダーテンダー 4. ブラックホールの夢 5. 泡沫の春 6. 愛你 7. ふつう 8. ほうき星 9. ハロー青 10. 小宇宙 11. 浴槽プランクトン 12. 渦 13. スロウパレード              | mekakusi records 規格品番:MKKS005 JAN 4582237837803 初回プレス封入特典 5000字書き下ろしエッセイ「ヒロネちゃんとひろねちゃん」。 また、タワーレコード新宿店発売版には「宅録CD-R (さらけだしver.)」、ライブ会場版には「宅録CD-R (ゆめみがちver.)」が付属（「思い出せない夢みたいに」弾き語りCD-R?）。 OTOTOYではヒロネちゃん初のハイレゾ音源配信。 |
|      | 2021/4/21      | 光みたいにすすみたい       |         | 1. 好色日和 2. ペーパークラフト 3. ばらの花 4. 屋上にて 5. わたし、フィクション 6. 空中合唱 7. 箱庭宇宙 8. 想うということ 9. もしものはなし 10. 余映                                                             | |
|      | 2023/2/8       | あこがれ                   |         | 1. きみのようになれるかな 2. グレープフルーツ 3. ボーイ・フッド 4. 泣いてしまう 5. ジオラマ 6. COSMO 7. スイミー 8. あかい 9. 綺麗な 10. 日曜日 11. 壊れそうなときは                                             | 編曲に君島大空、ハヤシコウスケ、野澤翔太、cosmomule、管梓が参加 |

### 楽曲提供
1. 2015年8月19日～25日、東佳苗監督〈縷縷夢兎〉初個展「muse.」（恵比寿　KATA gallery）で上映、DVD化された短編映像に、ヒロネちゃんの「プラネットボーイ」を挿入歌として提供。
2. 2016年12月7日発売、来来来チームのミニアルバム『muchujin』の最終トラック6曲目「タイニーバブルス」で歌唱に参加[17][18][19]。
3. 2017年5月19日刊行の短歌集、田丸まひる著『ピース降る』福岡:書肆侃侃房 2017.5 (ユニヴェール ; 3) ISBN 978-4863852631の帯文に言葉を寄せる。
4. 2018年03月18日（土）徳島国際短編映画祭のクロージングで放映され、2018年10月13日、第13回札幌国際短編映画祭にも出品上映された藤代雄一朗[注 9]監督ドキュメンタリー『COCO TATTA』(監督・撮影・編集：藤代雄一朗、出演：住友芽依、戸島蘭、中川愛梨、畝岡紗月、正木翔子、田中敦子、神井大治、加藤金治、制作進行：塚越夢、MA：金子鉄平、萬年沙織、プロデューサー：森口典孝・加藤貴弘、制作：DRAWING AND MANUAL、製作：徳島県)[21][22]のエンディングテーマに「思い出せない夢みたいに」（弾き語り）を提供。
5. 2019年4月20日公開、2019年6月10日youtubeで本編全編公開　新潟県新潟市西蒲区PR映画三部作の完結編『ボケとツッコミ』[23][24]（約55分。監督：藤代 雄一朗、脚本：唐津宏治、制作統括：菱川勢一、音楽：mekakushe、出演：内村遥、内田紳一郎、矢作マサル、藏内秀樹、保科敏朗、小林真澄、越ひかり、市川寅二郎、華乃美幸、鈴木哲、岡村翼、宮嶋幸江、永塚薫、加藤博、真島孝栄、藍沢順子、相沢智男、相沢ヨキ子、板垣誠、伊藤リツ、大澤初芽、大橋テル、大森豊、岡崎正男、小川正子、沖野愛子、沖野達哉、木原友子、幸田奈津美、後藤彩斗、小林恵津子、小林春代、佐藤純子、佐藤雅也、高島悟、高橋俊幸、髙橋ヨシエ、竹内清、竹内孝子、竹内みよ子、田島かづみ、田中昭子、棚橋セツ子、成田久子、服部日菜、平沢洋子、堀川春江、堀越眞一、本田時宗、本間雅栄、真島美恵子、桝谷妙子、若杉繁、渡辺アイ、社会福祉法人　新潟南福祉会　特別養護老人ホーム　虹の里の皆さま、キャスティング：藤沢美由紀、撮影：佐藤有、撮影助手：神野誉晃、加藤育、美術：三上栄治、美術助手：杉本茉衣、録音・MIX：野原啓太、録音助手：林伸裕、スタイリスト：末吉久美子、ヘア＆メイク：野尻七衣、助監督：河合亮三、Maung Thein Dan、ロゴ・ポスター：鈴木友唯、制作進行：中島唯歌、宮本正樹、長内南子、坂本舞、杉本将司、成田好隆、製作：阿部和夫、大森豊、土田光則、石塚勝広、沢栗みゆき、大平智美、高橋俊幸、渡邉拓哉、製作補：坂口雅仁、板橋孝浩、海老沢聡子、ラインプロデューサー：森口典孝、製作：新潟市西蒲区役所・武蔵野美術大学、制作：DRAWING AND MANUAL）に主題歌「もしものはなし」を提供し、挿入歌「見上げてごらん夜の星を」（永六輔作詞、いずみたく作曲）の演奏を担当[25]。
6. 2019年8月21日発売　川本真琴のアルバム『新しい友達』の複数エディションリリースのうち、アナログLP盤（14曲収録版、MY BEST! RECORDS、規格品番：MYRD132 JAN 4988044047167）にて、mekakusheと川本真琴で共作したピアノ二重奏インストゥルメンタル曲「うさぎ」の収録に共演参加[26][27]。当該曲は2018年2月8日、川本真琴×ヒロネちゃんツーマンライブ『秘め事、秘め音』（北参道ストロボカフェ）のアンコールで初披露された[注 10]
7. 2020年12月16日発売、SAKA-SAMAアルバム『君が一番かっこいいじゃん』収録「抱えきれないわ」作詞・作曲
8. 2022年6月17日発売、SAKA-SAMAアルバム『万祝』収録「わたし世界と地続きです」「ネガティブ・グライダー」「ライラック・ランデブー」作詞・作曲、「革命前夜」作詞・作曲・共編曲
9. 2022年7月20日発売、でんぱ組.incアルバム『DEMPARK!!!』収録「DNA」作詞・作曲
10. 2022年7月27日発売、渕上舞シングル「人芝居」カップリング曲「ショートケーキの苺は、あなたにあげる。」作曲
11. 2022年8月31日発売、アルバム『THE IDOLM@STER MILLION LIVE! M@STER SPARKLE2 08』収録、水瀬伊織（釘宮理恵）「ピンクローズアプローズ」作詞・作曲
12. 2022年9月28日発売、アルバム『THE IDOLM@STER MILLION LIVE! M@STER SPARKLE2 09』収録、箱崎星梨花（麻倉もも）「きまぐれユモレスク」作詞・作曲
13. 2023年2月27日配信、長瀬有花「やがてクラシック」作詞・作曲
14. 2023年3月1日発売、中島由貴アルバム『サファイア』収録曲「わたがしわたし」作詞

## 主なライブ

### ワンマンライブ・主催イベント
| 開催日       | タイトル                                                                    | 備考             |
| ------------ | --------------------------------------------------------------------------- | ---------------- |
| 2016年4月    | Loft PlusOne West 2nd Anniversary 〈目隠し 照れ隠し〉発売記念 神隠し☆ツアー |                  |
| 2018年3月    | ぼくらの熱帯夜                                                              |                  |
| 2019年8月    | mekakushe presents 1stミニアルバム「heavenly」発売記念～ 天国ツアー ～      |                  |
| 2022年2月6日 | mekakushe Online Live "Hatameki"                                            | オンラインライブ |